# 吉安戰鬥
吉安戰鬥發生於1922年6月19日，地點則是在中國贛西一帶。是北洋政府時期內戰之一，也是以孫中山主帥為名的第一次北伐戰事過程裡面之大型戰鬥。吉安戰鬥的交戰兩方為李烈鈞率之滇軍及贛二師蔣鎮臣。本來於戰鬥進程中，李烈鈞率領之滇軍頗有斬獲，不過因陳炯明炮打廣東總統府，滇軍中止攻擊回師廣東。

## 參看
- 北洋政府
- 中華民國北洋政府時期內戰戰鬥列表